# Alex McDowell
Alex McDowell (Borneo, 1º aprile 1955) è uno scenografo britannico.

## Biografia
È conosciuto principalmente per aver i suoi lavori in film famosi come Il corvo - The Crow, Paura e delirio a Las Vegas, Fight Club, Minority Report e La fabbrica di cioccolato.

## Filmografia
- Il tagliaerbe (The Lawnmower Man), regia di Brett Leonard (1992)
- Il corvo - The Crow (The Crow), regia di Alex Proyas (1994)
- Crying Freeman, regia di Christophe Gans (1995)
- Paura (Fear), regia di James Foley (1996)
- Il corvo 2 (The Crow: City of Angels), regia di Tim Pope (1996)
- Paura e delirio a Las Vegas (Fear and Loathing in Las Vegas), regia di Terry Gilliam (1998)
- Fight Club, regia di David Fincher (1999)
- L'intrigo della collana (The Affair of the Necklace), regia di Charles Shyer (2001)
- Minority Report, regia di Steven Spielberg (2002)
- Il gatto... e il cappello matto (The Cat in the Hat), regia di Bo Welch (2003)
- The Terminal, regia di Steven Spielberg (2004)
- La fabbrica di cioccolato (Charlie and the Chocolate Factory), regia di Tim Burton (2005)
- La sposa cadavere (Corpse Bride), regia di Tim Burton e Mike Johnson (2005)
- Complicità e sospetti (Breaking and Entering), regia di Anthony Minghella (2006)
- Bee Movie, regia di Simon J. Smith e Steve Hicker (2007)
- Watchmen, regia di Zack Snyder (2009)
- In Time, regia di Andrew Niccol (2011)
- Upside Down, regia di Juan Diego Solanas (2012)
- L'uomo d'acciaio (Man of Steel), regia di Zack Snyder (2013)